# 酒井農場
有限会社酒井農場（さかいのうじょう）は、北海道夕張郡栗山町南角田にある養鶏場で1963年（昭和38年）に創業した。主要商品は「とうきびたまご」で飼育羽数は約30,000羽。「自然豊かな 北海道 栗山町の卵を世界に」がコンセプト。2021年（令和3年）より、農場内に直売・イートイン施設「酒井農場本舗 生たまご飯ラボ」をオープンした。

## 沿革
明治時代に兵庫県淡路島から入植。1963年（昭和38年）に養鶏を始め、1978年に専業化に伴い有限会社として会社組織化した。
2004年（平成16年）に、先代の長男である酒井利夫が経営を引き継ぐ。原油高でエサの高騰や市場縮小の流れもあり、当時は14、5万羽を飼育していたが鶏の数を3万羽まで段階的に減らして経営のスリム化を図った。
先代の時代は問屋に卸すのが主な販売ルートだったが、弟の酒井秀典が2010年（平成22年）に入社し直販ルートを開拓。道内のレストランチェーンや洋菓子店の販売先が増えた。
2017年（平成29年）に、自社ブランド卵「とうきびたまご」が誕生・販売開始。
2021年（令和3年）に、農場内に直売・イートイン施設「酒井農場本舗」をオープンした。

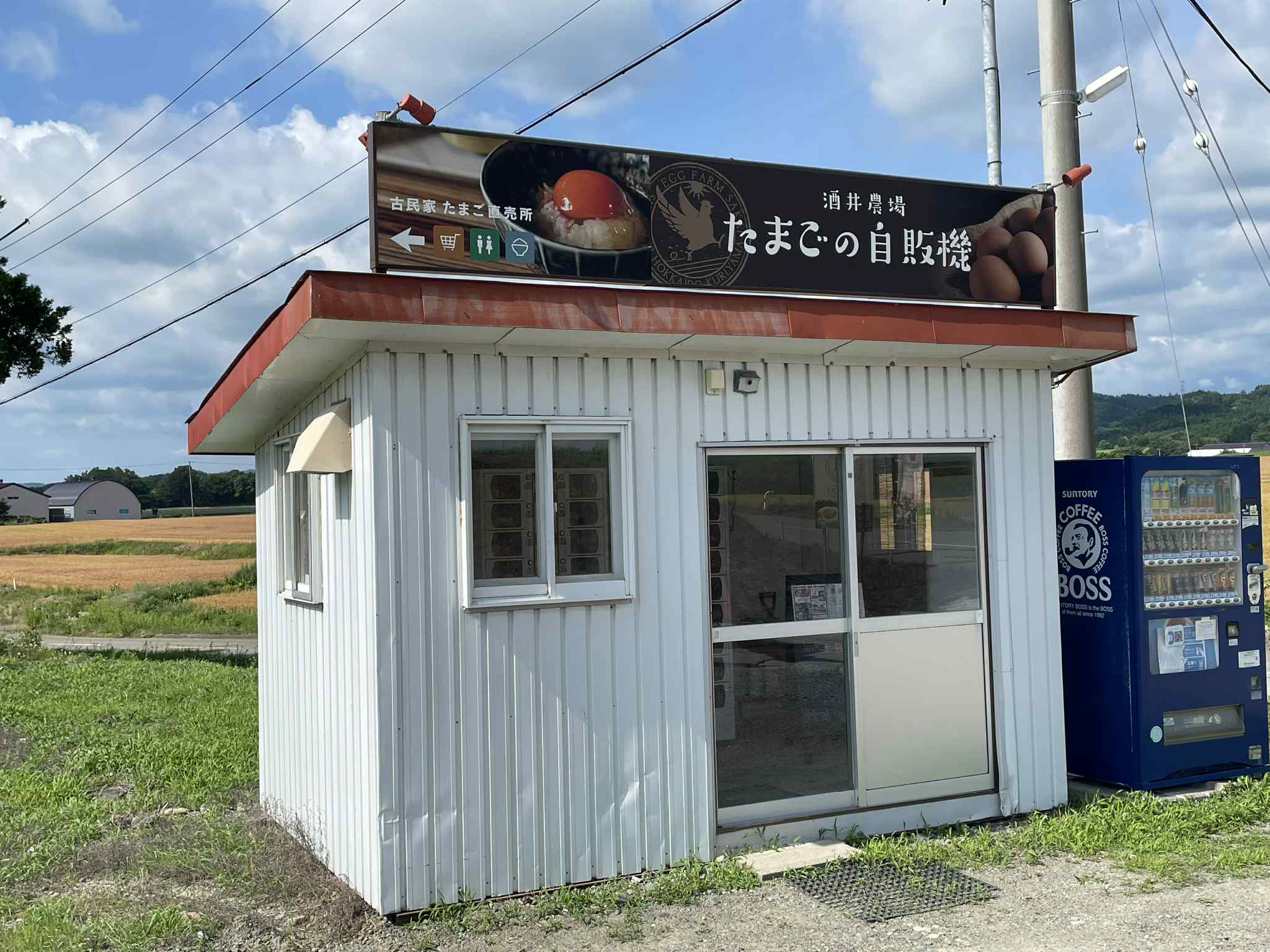
酒井農場・自販機小屋

農場の入り口には卵の自動販売機を設置してあり24時間購入が可能。

## とうきびたまご

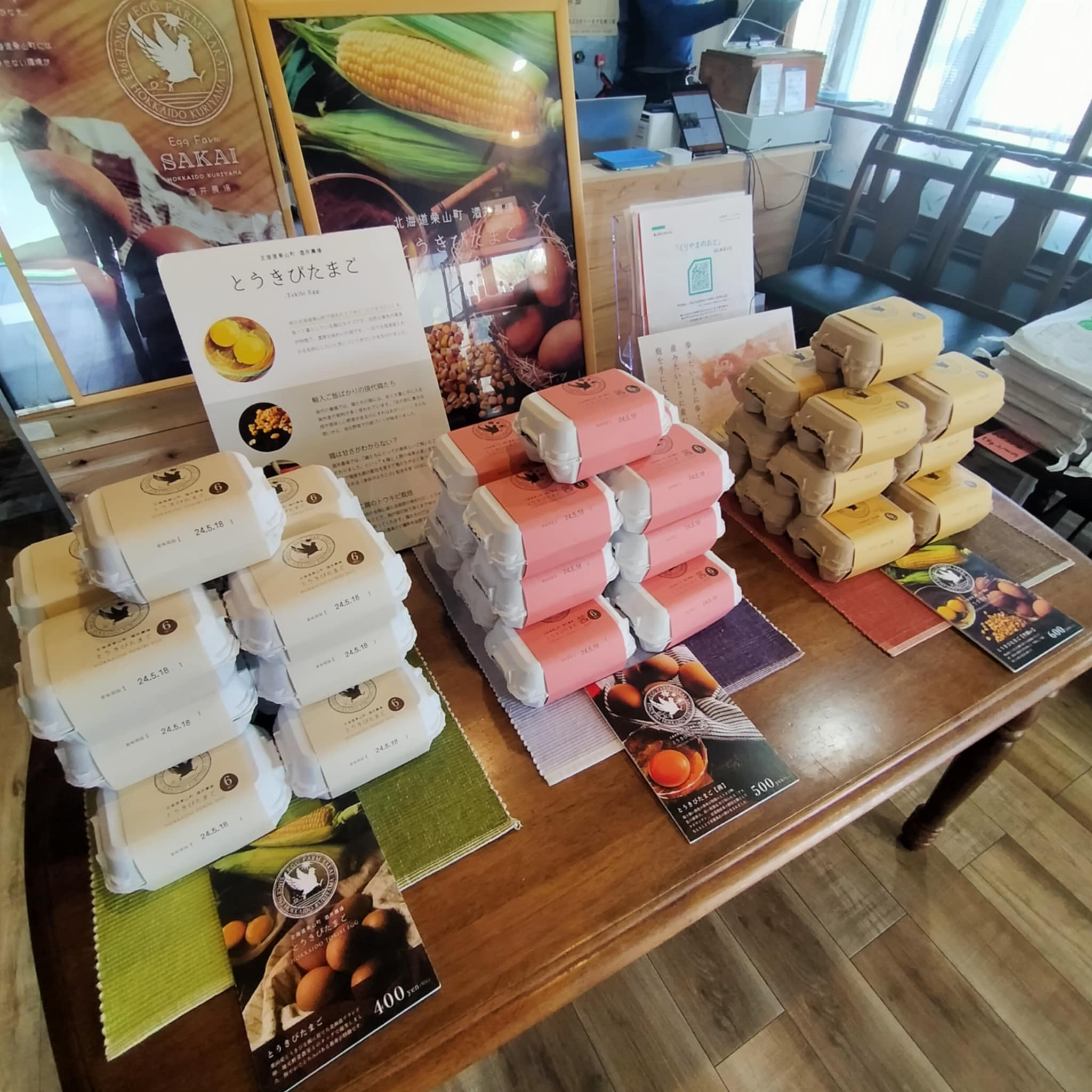
とうきびたまご

栗山のとうもろこしを餌に混ぜた自家配合飼料で育つ鶏が生んだブランド卵で、札幌駅前通地下歩行空間で行われた札幌デザインウィーク「パッケージで魅せる北海道のおいしい食」でデビュー。パッケージのデザインは、株式会社サッポロッカが担当した。鮮やかな黄身が特徴。
きっかけは2010年(平成22年)に、そらち南農業協同組合の緑肥に使用していたとうきび飼料の処理について相談を受けたことにはじまり、必要分を飼料として引き受け、安定的に供給できる体制を少しずつ整えた。飼育方法を検討・見直を続けた結果、7年の歳月をかけて「とうきびたまご」の製品化に成功、商標化した（商標登録第5991311号)。濃厚な味わいが楽しめると調理のプロからも支持をうける。とうきびたまごのほか、平飼い専用の鶏舎の鶏の「とうきびたまご平飼い」、黄身がキレイなあかね色の「とうきびたまご茜」がある。
- とうきびたまご - 栗山町で栽培されたトウモロコシを100％使用。地元契約農家の飼料米も加えて自然な黄色の黄身が特徴[9]。
- とうきびたまご平飼い - 生臭さが少なく、濃厚で旨みとコクのある卵本来の味わいが感じられる卵[9]。
- とうきびたまご茜 - 紅葉樹由来の酵母を加えた黄身が奇麗な茜色に色づく卵。2023年（令和5年）春に販売[9]。

## 酒井農場本舗
社長の酒井は、新型コロナウイルス感染症拡大時、人と人とが会いにくい状況だからこそ、消費者から直接、声を聞くことができる機会をつくる必要があるとして、築90年以上の生家である古民家をリノベーションし、2021年（令和3年）5月1日に直売所をオープンした。翌年にはイートインスペース「生たまご飯ラボ」を設置。場所の検討を始めたとき「まさか自分が生まれ育った家を改装するとは」と、念頭になかったという。
茅葺屋根には劣化を防ぐためトタンをかぶせており、店内の天井窓から茅葺が見える造りで、梁、ふすま、格子戸など、畳以外は当時のままで食事ができる。

### 物販コーナー
前述のとうきびたまごのほか、クセのないスッキリとした味わいの「しんせんたまご」を販売。卵のほか、醤油や鶏めしの素、卵かけご飯の調味料を販売している。

### 生たまご飯ラボ（イートインコーナー）
メインとなる卵かけご飯は、4種類の卵と地元産米のゆめぴりか、ななつぼし、おぼろづきの3種類から2種類ずつ選べる。醤油も3種類あり、自分好みの卵かけご飯を完成させることができる。ご飯茶碗の下に品種を記したコースターが敷かれ、卵には種類別の札も添えられる。白身を取り分けホイッパーでメレンゲを作り味わうこともできる。
- 生たま御膳 - 4種類の卵と3種類のご飯から各2種類ずつ選べる。地元産の豆腐の味噌汁、漬物、栗山町の蝦夷ノ富士醸造の醤油こうじ付き[3]
- 生たま魚御膳 - 卵かけご飯の味わいを引き立てる紅鮭を添えた御膳、追いたまごあり[3]
- 生たま肉御膳 - 卵かけご飯に、国産牛フィレ肉を添えた御膳[3]
- たまごサンド - こだわりの卵で作る、良質な味わいを生かしたサンドイッチ[3]

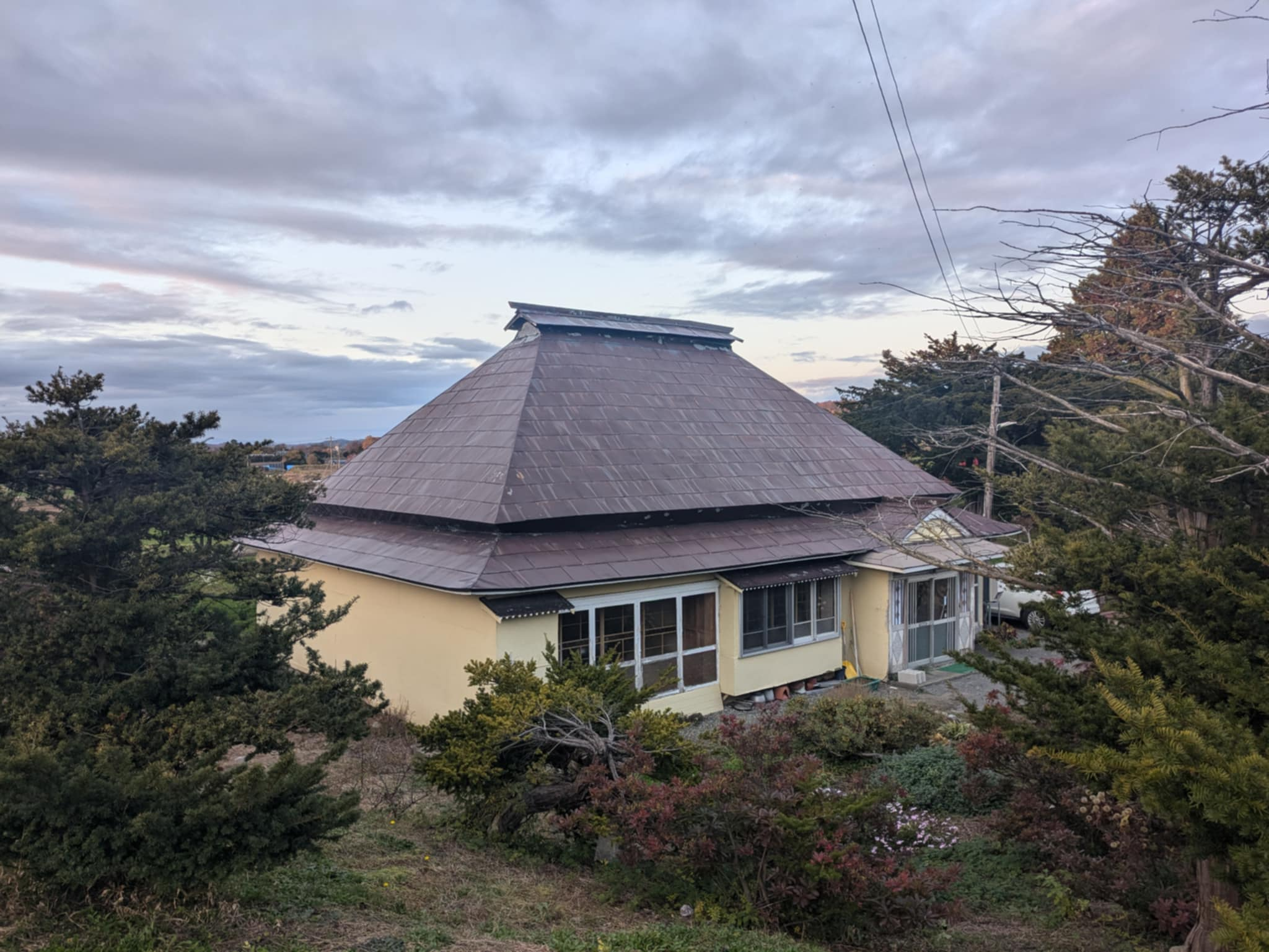
店舗外観
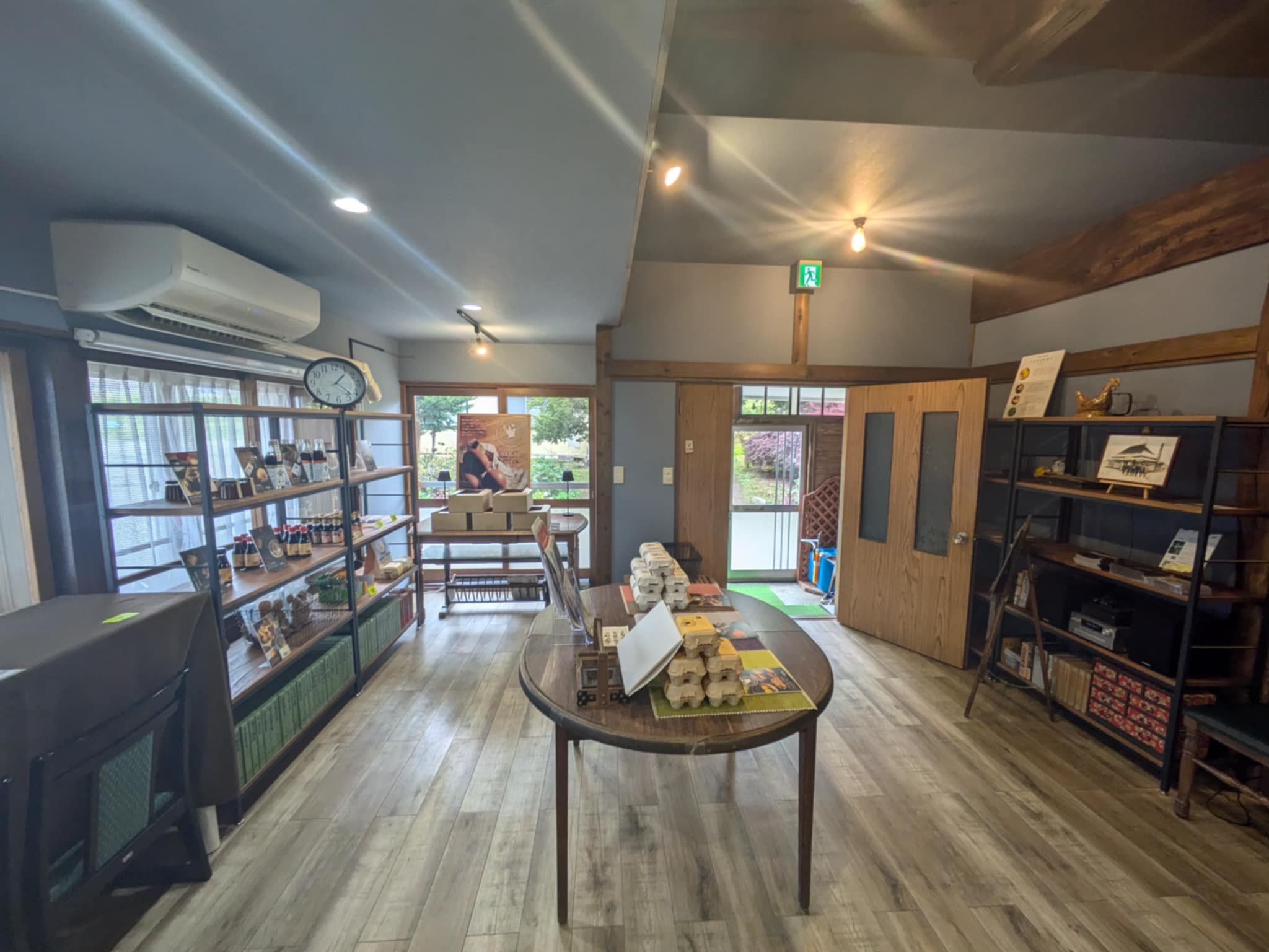
店舗内部
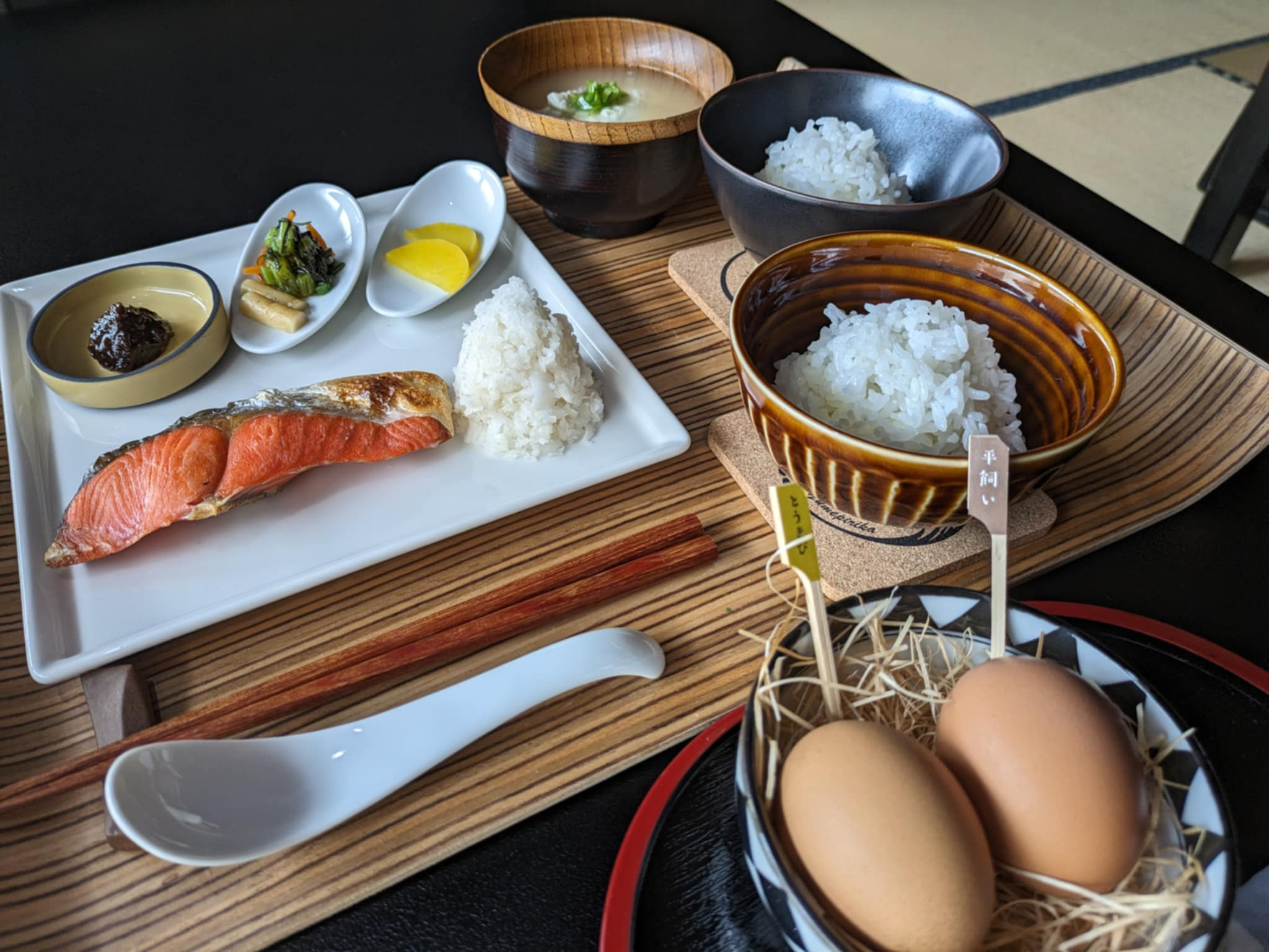
生たま魚御膳
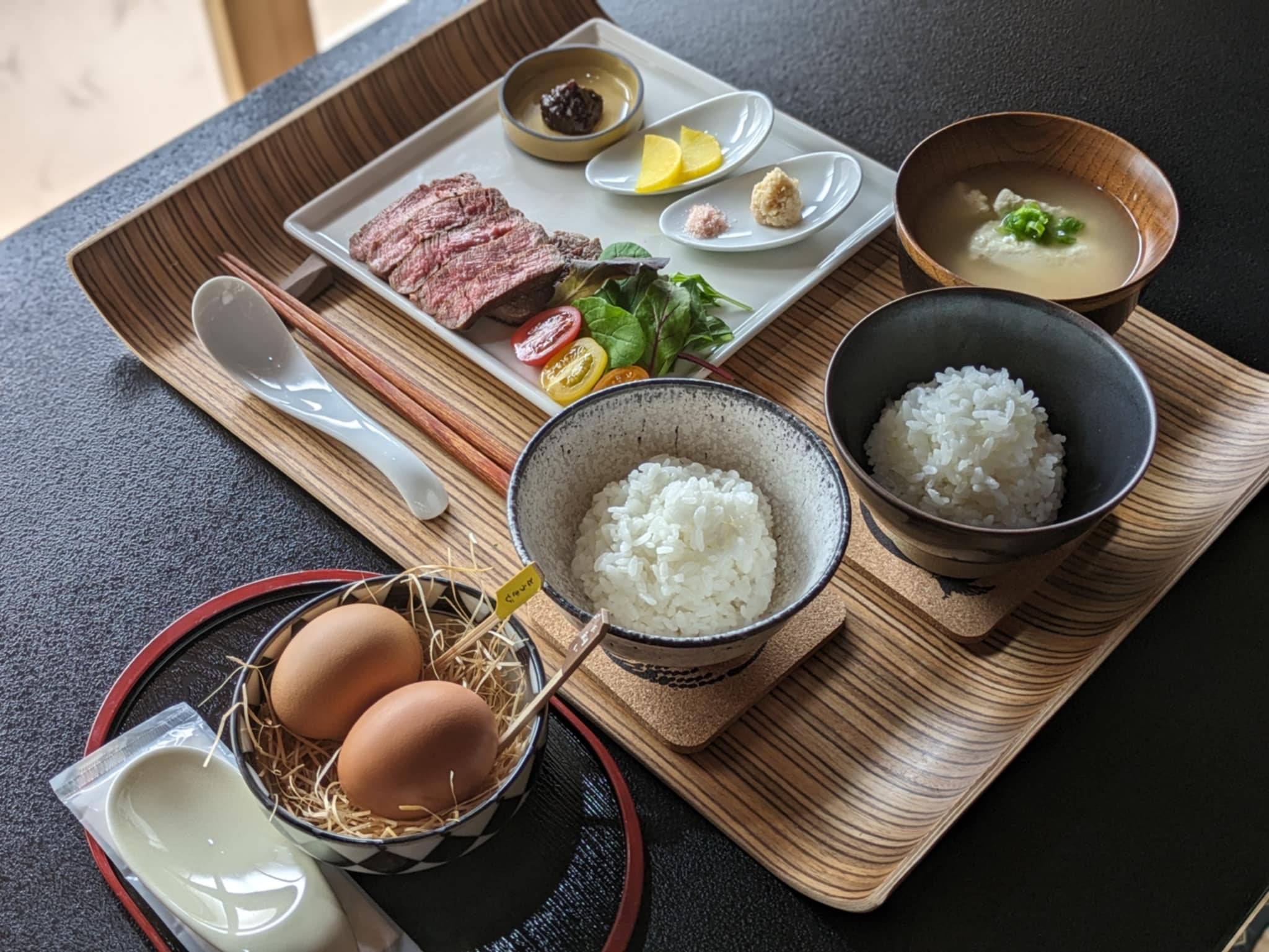
生たま肉御膳

## 現地情報
- 住所 ｰ 北海道夕張郡栗山町南角田97[3]
- 時間 ｰ 土曜・日曜11:00～15:30、直売所10：00～16：00[3]
- 営業日 ｰ 土曜・日曜（4月下旬～12月中旬）、養鶏場への立ち入りはできない[3]
- 駐車場 ｰ 6台[3]

## メディア掲載
- いっとこ！みんテレ - 「丸山礼と一緒に堪能！栗山町のクセになるグルメ♡」（北海道文化放送、2022年10月22日）[11]
- ほっとニュース北海道 - 「ほっとニュース道央いぶりDAYひだか」（NHK札幌放送局、2024年12月6日）[12]